# Castillo de Chite
El castillo de Chite es una pequeña fortaleza en ruinas, de época musulmana, situada junto a la localidad de Chite, en el municipio de Lecrín, provincia de Granada, comunidad autónoma de Andalucía, España. 

## Descripción
Está situado junto al camino que une la localidad de Chite con el embalse de Béznar, sobre un cerro a 500 m s. n. m..
Actualmente apenas se conservan algunos restos de los lienzos de muralla, en el borde oeste del recinto irregular, con fábrica de tapial, y aproximadamente 80 m de longitud, aunque apenas con 1 metro de alzada, y unos 70 cm de espesor. Hay algunos restos adicionales en los bordes este y sur, pero de mucha menor envergadura.
No existe una datación sólida de estos restos, que quizás formaron parte de un alquería murada.